# Parafia św. Katarzyny w Dakowych Mokrych
Parafia św. Katarzyny w Dakowych Mokrych – parafia rzymskokatolicka, znajdująca się w archidiecezji poznańskiej, w dekanacie bukowskim.